# La montaña del alma
La montaña del alma (靈山 / 灵山 líng shān) es una novela, considerada la obra más importante de Gao Xingjian, escritor chino nacionalizado francés que en 2000 obtuvo el Premio Nobel de Literatura. Fue publicada por primera vez en Taipéi (Taiwán) en 1990.
La novela se basa libremente en el viaje del autor por la China rural, que fue inspirado por un falso diagnóstico de cáncer de pulmón. La novela es por una parte una autobiografía, y por otra una ficción que cuenta el viaje de un hombre para encontrar la legendaria montaña Lingshan. Se trata de una combinación de fragmentos de historias, relatos de viajes, personajes sin nombre (referidos en los pronombres «yo», «usted», «ella», etc), y las poesías y leyendas de las personas que va encontrando en el recorrido. La edición en español fue publicada por Ediciones del Bronce (Barcelona) en 2001, y consta de 651 páginas, en una traducción indirecta a partir de la traducción francesa.

## Trama
El primero de los dos personajes, que se debe observar es "Tú". Se le describe como un turista . "No ese tipo de turista", sino uno que siempre usa mochila, con zapatos deportivos sólidos y la mochila con correas para los hombros. Él busca la elusiva Lingshan, la montaña sagrada.
"Usted" ha vivido mucho tiempo en la ciudad, pero anhela una vida rural del pasado. Él rechaza la idea de conformarse con "una existencia pacífica y estable", donde uno quiere "encontrar una especie de trabajo no muy exigente, permanecer en una posición mediocre, convertido en un marido y un padre, establecer un hogar confortable, poner dinero en el banco cada mes, por lo que habrá algo para la vejez y un poco de sobra para la próxima generación ".
El "Tú" se encuentra con otra caminante, una que tiene una problemática emocional, "Ella". Y así, tu viaje con "Ella" se convierte en una relación erótica. "Tú", también viajas hacia el interior mientras exploras tus facultades como narrador de historias. Más adelante en "su historia", "Ella" se aparta, como si todo fuera un cuento, como si estuvieras en un sueño.
Mientras tanto, "Yo" soy un escritor y académico que viaja a Sichuan después de haber sido diagnosticado de un cáncer terminal de pulmón. Él quiere tomar un descanso y comenzar a buscar una "auténtica vida", es decir, lo opuesto a eso el estado del concepto de la vida real.
El sentido de la humanidad de los personajes se va revelando en su búsqueda. "Yo" me doy cuenta que todavía anhelo el calor de la sociedad humana, a pesar de mis angustias.

### Estructura
"La Montaña del Alma" es esencialmente una novela en dos partes con dos personajes principales, conocidos sólo como "Tú" y "Yo" que resultan ser el  alter ego  de la misma persona . El carácter "Tú" ocupa los capítulos impares 1-31 y los capítulos pares 32 a 80, mientras que el "yo" del personaje incluye los capítulos pares 2-30 y los capítulos impares 33-81. (La idea de que son dos caras de la misma persona se revela en el capítulo 52).

## Proceso de Escritura

### Influencias Autobiográficas
En la década de 1980, Gao Xingjian se enfrentó a una gran cantidad de críticas a raíz de la Revolución Cultural China. Fue durante este tiempo, en 1983, que al autor le fue diagnosticado un cáncer de pulmón, durante una revisión médica regular. Con el recuerdo de la muerte de su padre por la misma causa, sólo dos años antes, aún fresca en su memoria, Xingjian tuvo que resignarse a la muerte, lo que provocó una "tranquilidad trascendente."
Sin embargo, poco después de este diagnóstico, una radiografía reveló que su cáncer de pulmón no existía. En ese momento, Xingjian había oído rumores de enviarlo a prisiones que había en la granjas en la provincia de Qinghai. Al escuchar esto decidió huir de Beijing. Esta decisión lo llevaría a comenzar el viaje, que forma parte de la parte autobiográfica de la novela. El viaje comienza en los bosques de Sichuan provincia y continúa a lo largo del río Yangtze hacia la costa. El protagonista aparentemente busca Lingshan (La Montaña del Alma), pero, de hecho, la novela describe "la búsqueda de un hombre de la paz interior y la libertad" El viaje, tanto en la vida del autor como en la narración, incluyen visitas a los distritos de Qiang, Miao y Yi, situada en las afueras de la etnia Han de China, excursiones a varias reservas naturales, y se detiene en las instituciones budistas y taoístas.

### Influencias Políticas y Culturales
Un importante, y gran aspecto crítico de la novela, era el ambiente político y cultural en el que fue escrito. La novela se inicia en el año 1982, poco después del final de la Revolución Cultural en 1976. Además, la cultura tradicional china promueve la ideología confuciana de la disolución del yo y la promoción de la sumisión y el conformismo. La combinación de la conformidad y la ideología tradicional de autosacrificio de la Revolución Comunista de China, silenció a los artistas y escritores que dependían de la creatividad de la auto-expresión. Así, bajo estas circunstancias, Gao Xingjian dejó su país natal para terminar,La Montaña del Alma en 1989 en la ciudad de París, publicada el siguiente año en Taipéi. Mabel Lee describe la novela como "una respuesta literaria a la devastación del yo."

## Publicación y traducción
La obra La Montaña del Alma fue publicada por primera vez comoLingshan en Taipéi, Taiwán por Lianjing Chubanshe en 1990. Después fue publicada en 1992 por el sueco Göran Malmqvist, miembro de la Academia Sueca y amigo íntimo del autor, y en 1995 fue traducido al francés por Liliane y Noël Dutrait con el título de La Montagne de l'âme. La última edición en español fue impresa por la editorial Planeta de Barcelona en el 2008, traducida al español por Liao Yanping y José Ramón Monreal en 2001. La traducción es una traducción indirecta camuflada a partir de la traducción francesa.

## Recepción
En una revisión publicada en 2000, después de la victoria del Nobel por Gao Xingjian , The New York Times publicó: "Sus 81 capítulos son un cúmulo menudo desconcertante e irregular considerablemente de las formas: viñetas, literatura de viajes, apuntes etnográficos, sueños, pesadillas, recuerdos, conversaciones, listas de las dinastías y los artefactos arqueológicos, encuentros eróticos, leyendas, historia actual, el folklore, el comentario político, social y ecológica, epigramas filosófica, poética evocación viva y mucho más."
El Times continúa: "Una novela en la teoría, la montaña del alma está más cerca de una colección de reflexiones, recuerdos y fantasías poéticas, a veces mística, de un escritor de talento, enojado."
Editorial semanal dijo de Gao Xingjian que era "su obra más personal y tal vez más grande."
La revisión de los libros de Yale, escribió: "Abriendo un nuevo camino para la novela china, Gao Xinjian en La Montaña del Alma combina la autobiografía, lo sobrenatural, y el comentario social."
La entrada en la novela de eNotes señala: "Mientras que muchos críticos han encontrado las técnicas de la invención de Gao Xingjian como una narración de cuentos, por ser la característica más notable de la novela; otros han encontrado en la novela que es demasiado indulgente consigo mismo y alienante para el lector."